# Chronogaster subtilis
Chronogaster subtilis is een rondwormensoort uit de familie van de Chronogasteridae.